# Nilgiri Mountain Railway
Le Nilgiri Mountain Railway (NMR) ou Chemin de fer de montagne des Nîlgîri est l'un des chemins de fer de montagne les plus anciens de l'Inde, construit dans les Nîlgîri de l'Inde du Sud, dans l'État de Tamil Nadu. Ce chemin de fer indien est l'un des derniers en Inde à fonctionner en traction vapeur.
La voie grimpe sur 45 km et relie Mettupalayam à Ooty (Udhagamandalam), à 2 268 m d'altitude.

## Histoire
Envisagée dès 1845, la ligne sera finalement construite par les Britanniques et ouverte au public en juin 1899, exploitée par la Madras Railway Company. Elle relie la ville de Mettupalayam près de Coimbatore à Ooty, station de montagne située à une altitude de 2 200 m.
En octobre 2004, l'UNESCO a décrété que le NMR serait intégré au Patrimoine mondial. Ce qui a été fait en 2005.

## Caractéristiques

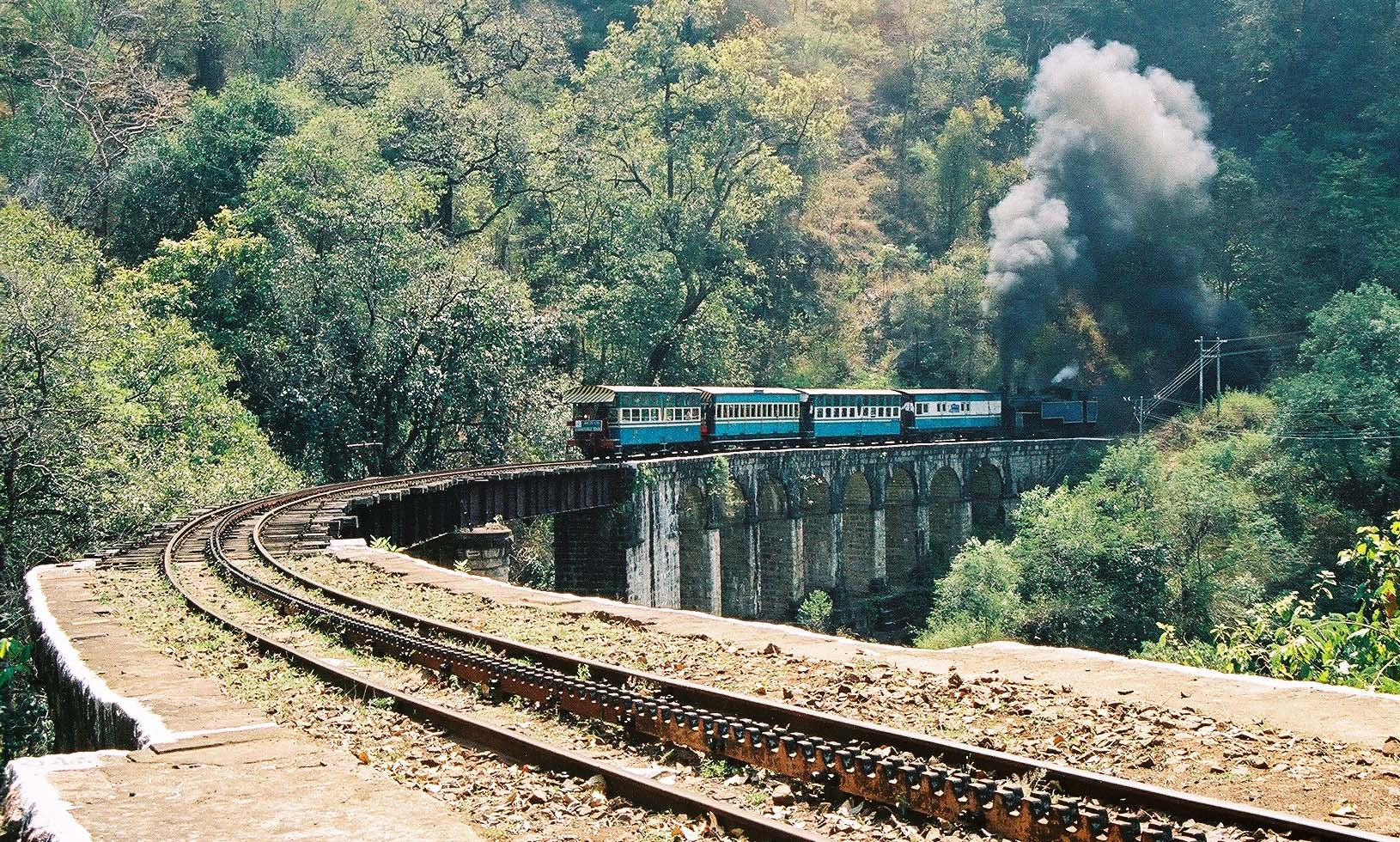
Train à la montée, la locomotive pousse le train.

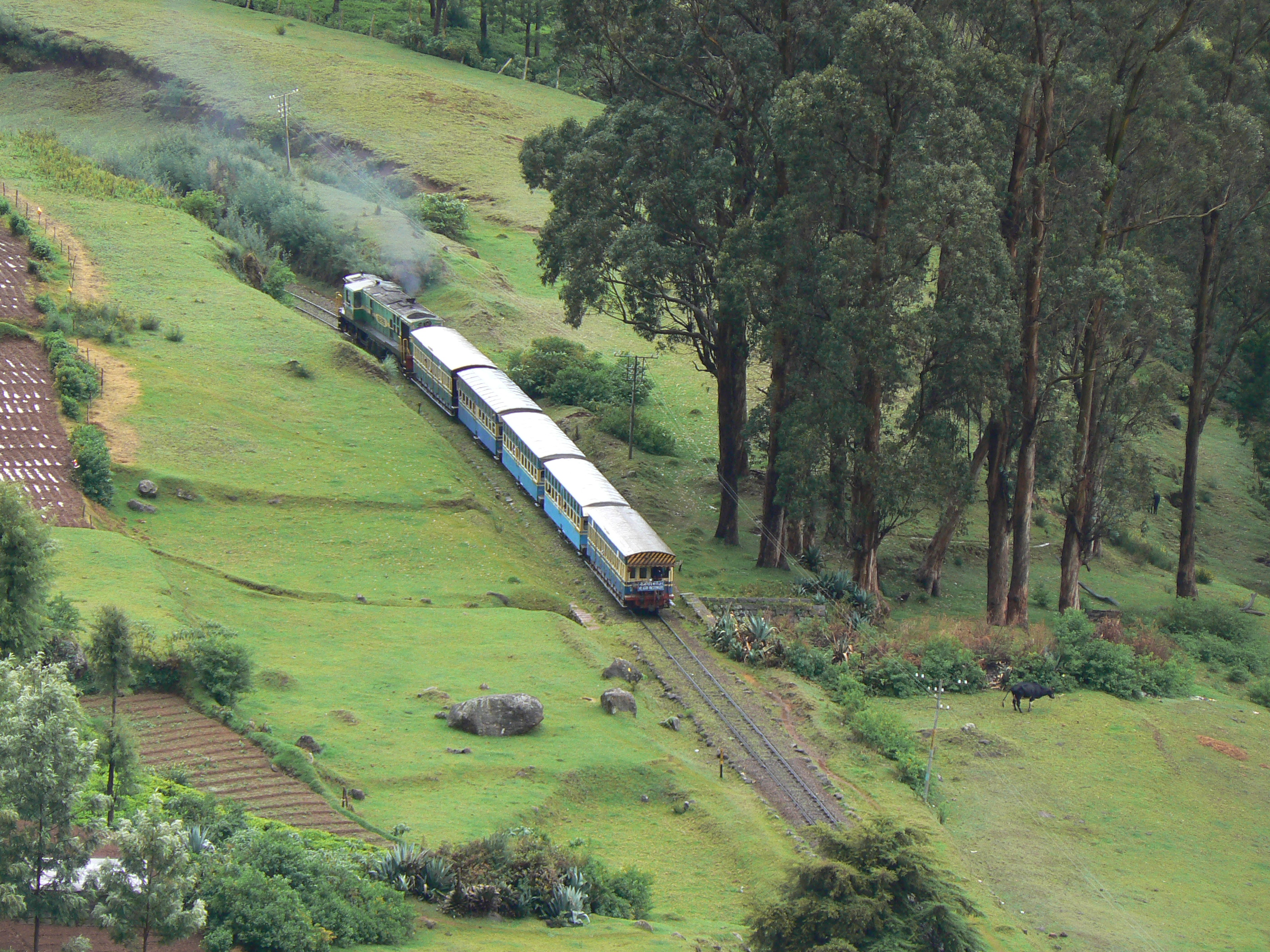
Une image du train montant sur le massif.

La voie du NMR possède un écartement d'un mètre. Entre Mettupalayam et Coonoor, les trains sont poussés, par une locomotive à vapeur construite par la Schweizerische Lokomotiven und Maschinenfabrik (SLM) de Winterthour, en Suisse, qui utilise un système à crémaillère pour gravir les pentes les plus fortes. Le maximum de la pente dans cette section est de « 1 pour 12 » (8,3 %), avec une moyenne de « 1 pour 24,5 » (4,1 %).
Dans le sens de la montée, la locomotive est placée en fin de convoi et pousse le train, alors qu'à la descente, elle est placée en tête et régule ainsi la vitesse.
Entre Coonoor et Ooty, la voie n'est pas équipée d'une crémaillère. Le train est alors tiré par une locomotive diesel YDM4.
La ligne mesure 45,88 kilomètres Le parcours compte, 208 courbes, 16 tunnels et 250 ponts. Entre Mettupalayam et Ooty, la ligne dessert les gares de Hillgrove, de Coonoor, de Wellington, d'Aravangadu, de Ketti et de Lovedale.
La division de Palghat des Chemins de fer indiens, qui gère le NMR, subit un déficit annuel de 4 crores de roupies (40 millions de roupies, soit à peu près 1 million USD). En 1999, pendant la célébration du centenaire de la ligne, le ministre des chemins de fer indiens, Nitish Kumar, a annoncé que la ligne serait bientôt électrifiée.